# Almazul
Almazul és un municipi espanyol ubicat a la província de Sòria, dins la comunitat autònoma de Castella i Lleó. Limita amb Mazaterón, Zárabes, Gómara, Ledesma de Soria i Villaseca de Arciel.

## Demografia
| 1900 | 1910 | 1920 | 1930 | 1940 | 1960 | 1970 |
| ---- | ---- | ---- | ---- | ---- | ---- | ---- |
| 467  | 529  | 508  | 532  | 545  | 430  | 436  |

| 1986 | 1990 | 1995 | 2000 | 2005 | 2006 | 2007 |
| ---- | ---- | ---- | ---- | ---- | ---- | ---- |
| 252  | 238  | 205  | 167  | 131  | 121  | 114  |